# Jacques Savoye

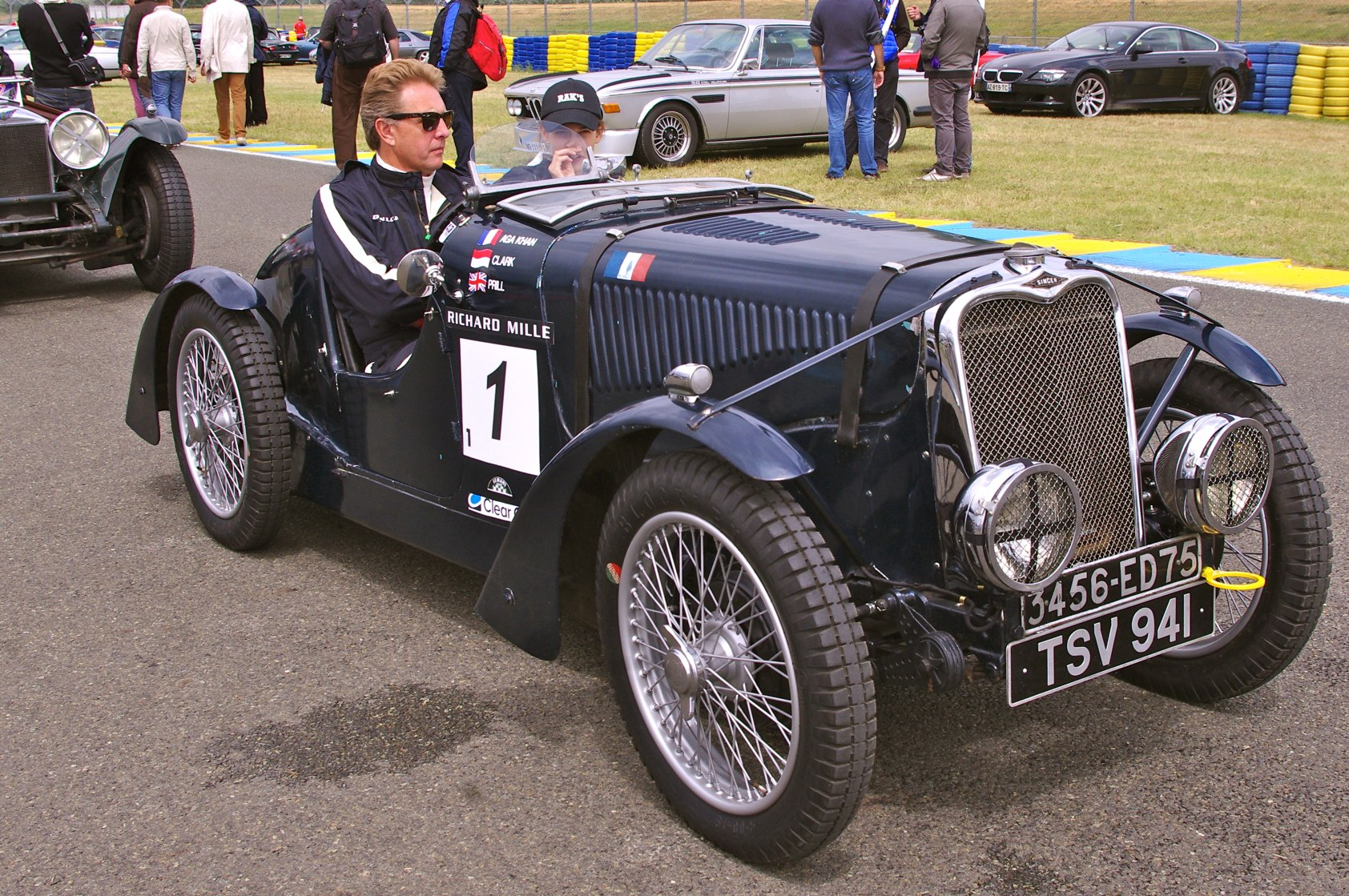
Singer 9 Le Mans Replica Savoye Spezial

Jacques Adrien Savoye (* 12. November 1905 in Asnières-sur-Seine; † 17. März 1998 in Évreux) war ein französischer Unternehmer und Autorennfahrer.

## Singer und Morgan
Jacques Savoye war in den 1930er-Jahren Verkaufsrepräsentant der britischen Automarke Singer in Frankreich. Jacques Savoye Automobile in Paris vertrieb neben Singer-Fahrzeugen auch Modelle von Alvis. Singer 9 Le Mans wurden in kleiner Stückzahl zu Singer 9 Le Mans Replica Savoye Spezial umgebaut. 1954 wurde Savoye zum ersten Morgan-Importeur Frankreichs. 1995 übernahm sein Enkel Pierre-Henri Mahul das Unternehmen. 

## Karriere als Rennfahrer
Jacques Savoye war mehrere Jahrzehnte als Rennfahrer aktiv, wobei er vor allem beim 24-Stunden-Rennen von Le Mans am Start war. Sein Debüt gab er 1935 gemeinsam mit Guy Lapchin auf einem Singer 9 Le Mans und mit dem 23. Rang in der Endwertung. Vor dem Zweiten Weltkrieg fuhr er in Le Mans ausschließlich mit Singer-Modellen, die in seiner Werkstatt in Paris auf den Renneinsatz vorbereitet wurden. 1938 wurde er Gesamtachter und feierte einen Klassensieg.
Nach dem Zweiten Weltkrieg nahm Savoye 1949 den Rennsport wieder auf und bestritt das 24-Stunden-Rennen bis 1955. Seine letzten Renneinsätze hatte er 1969. Im Alter von 64 Jahren fuhr er einen Morgan Plus 8 bei der Tour de France für Automobile und wurde 17. der Gesamtwertung.

## Statistik

### Le-Mans-Ergebnisse
| Jahr | Team                            | Fahrzeug                                | Teamkollege     | Platzierung            | Ausfallgrund     |
| ---- | ------------------------------- | --------------------------------------- | --------------- | ---------------------- | ---------------- |
| 1935 | Guy Lapchin                     | Singer 9 Le Mans                        | Guy Lapchin     | Rang 23                |                  |
| 1937 | Jacques Savoye                  | Singer 9 Le Mans Replica                | Pierre Pichard  | Ausfall                | Zündungsschaden  |
| 1938 | Jacques Savoye                  | Singer 9 Le Mans Replica                | Pierre Savoye   | Rang 8 und Klassensieg |                  |
| 1939 | Jacques Savoye                  | Singer 9 Le Mans Replica Savoye Spezial | Pierre Savoye   | Ausfall                | Defekt           |
| 1949 | Jacques Savoye                  | Singer 9 Le Mans                        | Marcel Renault  | Ausfall                | Kupplungsschaden |
| 1950 | Jacques Savoye                  | Monopole X84 Tank                       | Eugène Dussous  | Ausfall                | Ölleck           |
| 1952 | Automobiles Panhard et Levassor | Panhard Dyna X84 Sport                  | Raymond Lienard | Ausfall                | Motorschaden     |
| 1954 | Automobiles Panhard et Levassor | Panhard X84                             | Eugène Dussous  | Ausfall                | Unfall           |
| 1955 | Alexis Constantin               | Constantin C Barquette                  | Jacques Poch    | Ausfall                | Kraftübertragung |

### Einzelergebnisse in der Sportwagen-Weltmeisterschaft
| Saison | Team                 | Rennwagen              | 1   | 2   | 3   | 4   | 5   | 6   |
| ------ | -------------------- | ---------------------- | --- | --- | --- | --- | --- | --- |
| 1954   | Panhard & Levassor   | Panhard X84            | BUA | SEB | MIM | LEM | RTT | CAP |
| 1954   | Panhard & Levassor   | Panhard X84            | DNF |     |     |     |     |     |
| 1955   | Alexandre Constantin | Constantin C Barquette | BUA | SEB | MIM | LEM | RTT | TAR |
| 1955   | Alexandre Constantin | Constantin C Barquette | DNF |     |     |     |     |     |